# 张美曦
张美曦（1984年4月21日—），吉林人，毕业于吉林艺术学院，目前为深圳卫视《直播港澳台》的主持人。

## 生平
张美曦出生于吉林省，2001年考入吉林艺术学院。 2004年，张美曦参加中国中央电视台《挑战主持人》节目。

## 作品

### 电视剧
- 2003年，《咱老百姓》，张美曦饰演于美娜。[1]

### 电视节目
- 2009年，《直播港澳台》[2]
- 《軍情直播間》

## 奖项
- 2002年，张美曦荣获吉林省通讯公司”小灵通形象代言人”比赛二等奖。[1]